# Shabó
Shabó (en ucraniano: Шабо)  es un pueblo ucraniano perteneciente al óblast de Odesa. Situado en el suroeste del país, es parte del raión de Bíljorod-Dnistrovski y centro del municipio (hromada) homónimo.

## Toponimia
El nombre del asentamiento en otros idiomas de importancia en el asentamiento es también Shabó (en ruso: Шабо; en rumano: Șaba-Târg). 

## Geografía
Shabó se encuentra 7 km río abajo de Bélgorod del Dniéster.  

## Historia
Hacia el año 1500 se fundó un pueblo tártaro llamado Acha-abag "los viñedos bajos" (certificado en 1788). El nombre se simplificó posteriormente a Shabag y finalmente a Shabá/Shabó.   
Después de la conquista de Besarabia por el Imperio ruso y su anexión por Rusia en 1812, la región sufrió una fuga de población hacia el Imperio otomano. En 1812, Shabo había sido abandonada por todos excepto tres o cuatro familias. El zar Alejandro I decidió repoblar la región, y en 1822 invitó a colonos suizos de Vaud, liderados por Louis-Vincent Tardent, a cultivar viñedos en Shabó. Los descendientes de estos colonos habitan Shabó hasta el día de hoy y el vino de Shabo sigue siendo famoso por su calidad. En 1871, sin embargo, se revocaron los privilegios de los inmigrantes suizos y otros colonos. En 1889, los colonos de Shabó fundaron el pueblo de Osnovi en lo que hoy es el sur de Ucrania. Osnovy se convirtió en una importante plantación de uvas y un lugar de elaboración de vino, cuyo vino se exportaba a través del puerto de Britani (actual Dnipriani). Osnovy finalmente se fusionó con Dnipriani en 1957.Lesya Ukrainka permaneció en Shabó en 1889 y 1891.
En enero de 1918 comenzó la intervención y anexión al reino de Rumania. 
Shabó fue entregada a la Unión Soviética con el pacto Ribbentrop-Mólotov. El 7 de agosto de 1940 se creó el óblast de Izmaíl, formada por los territorios situados en el sur de Besarabia y que fueron anexados a la RSS de Ucrania. El 29 de julio de 1941, Shabó fue tomada por tropas germano-rumanas durante la operación Barbarroja de la Segunda Guerra Mundial y recuperada en 1944 por tropas soviéticas. 
En 1954, se abolió el óblast de Izmaíl y las localidades que la componen se incluyeron en el óblast de Odesa.   
Desde 2023, los vinos de Shabó están protegidos en Ucrania como Chabag (Denominación de Origen Protegida) y Acha-Abag (Indicación Geográfica Protegida).

## Demografía
La evolución de la población de Shabó entre 1886 y 2001 fue la siguiente:
| 494                                                           | 8449 | 7152 |
| (Fuente: Cities & Towns of Ukraine y UKRAINE: Größere Städte) |      |      |

Según el censo de 2001, la lengua materna de la mayoría de los habitantes, el 64,04%, es el ucraniano; y del 33,98%, el ruso.

## Economía
Los habitantes del pueblo se dedican principalmente a la viticultura.

## Infraestructura

### Arquitectura, monumentos y lugares de interés
En 2009, se inauguró un museo del vino, el Centro Cultural del Vino, sede del fabricante de vino de Shabó, que fue privatizado tras el colapso de la Unión Soviética y atrae a 15.000 visitantes al año.

### Transporte
El ramal de circunvalación de la autopista H33 pasa por el pueblo en su trayecto entre Monashi y Odesa.

## Cultura
En 2008 se publicó la novela Les vignerons de la Mer Noire, en la que la suiza Annick Genton cuenta la historia de los colonos suizos.

## Galería

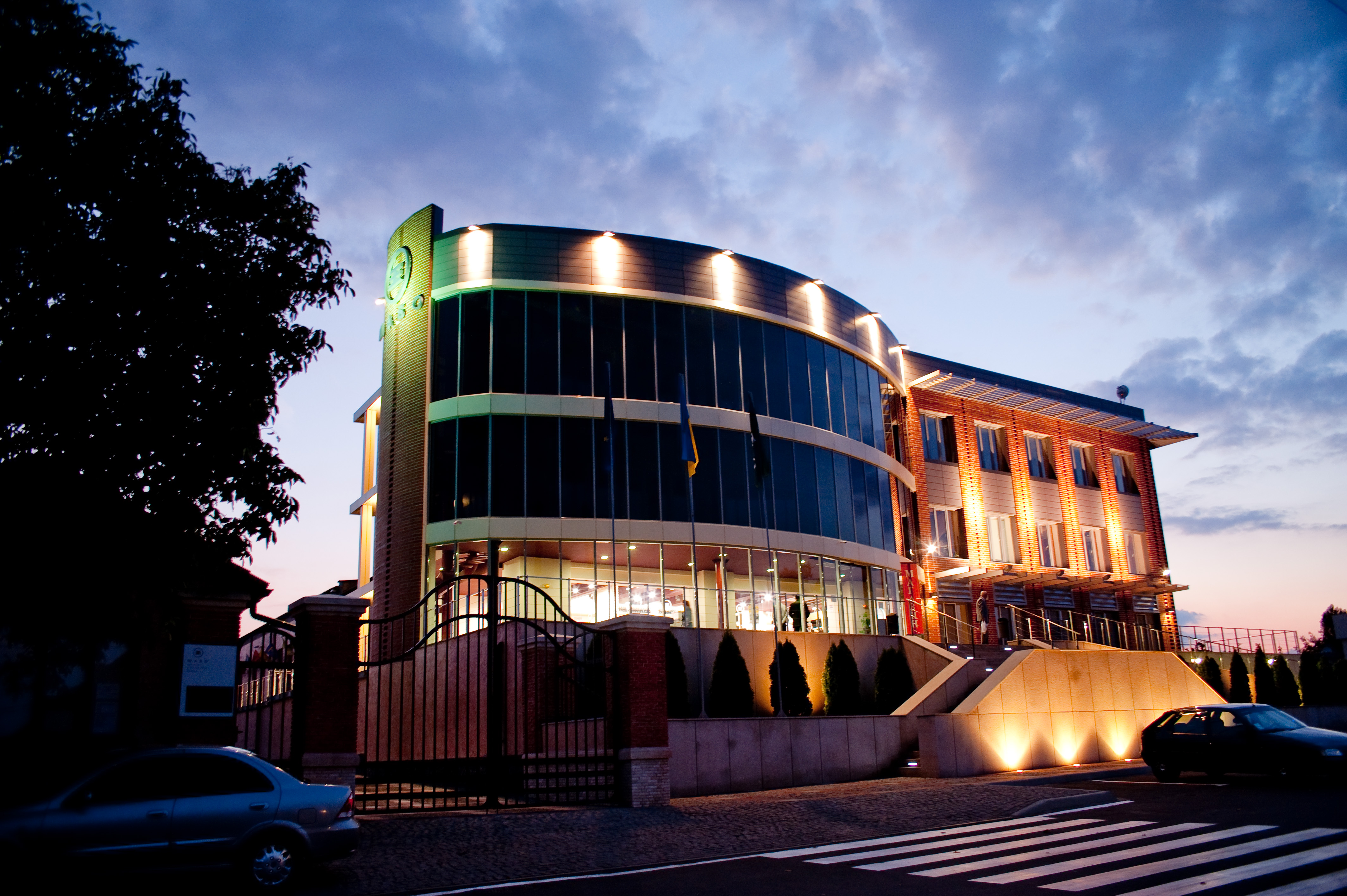
Bodega en Shabó
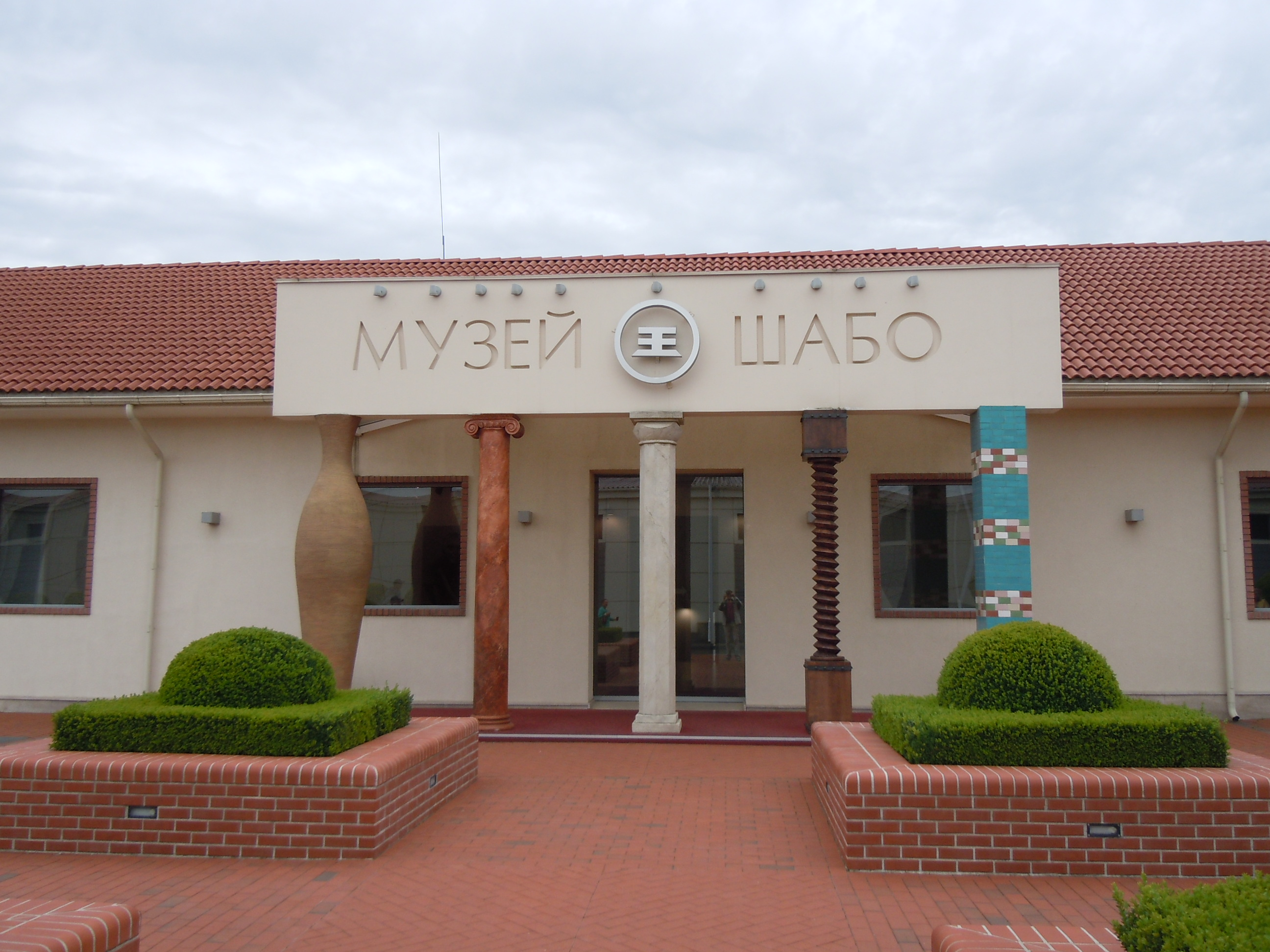
Museo de Shabó
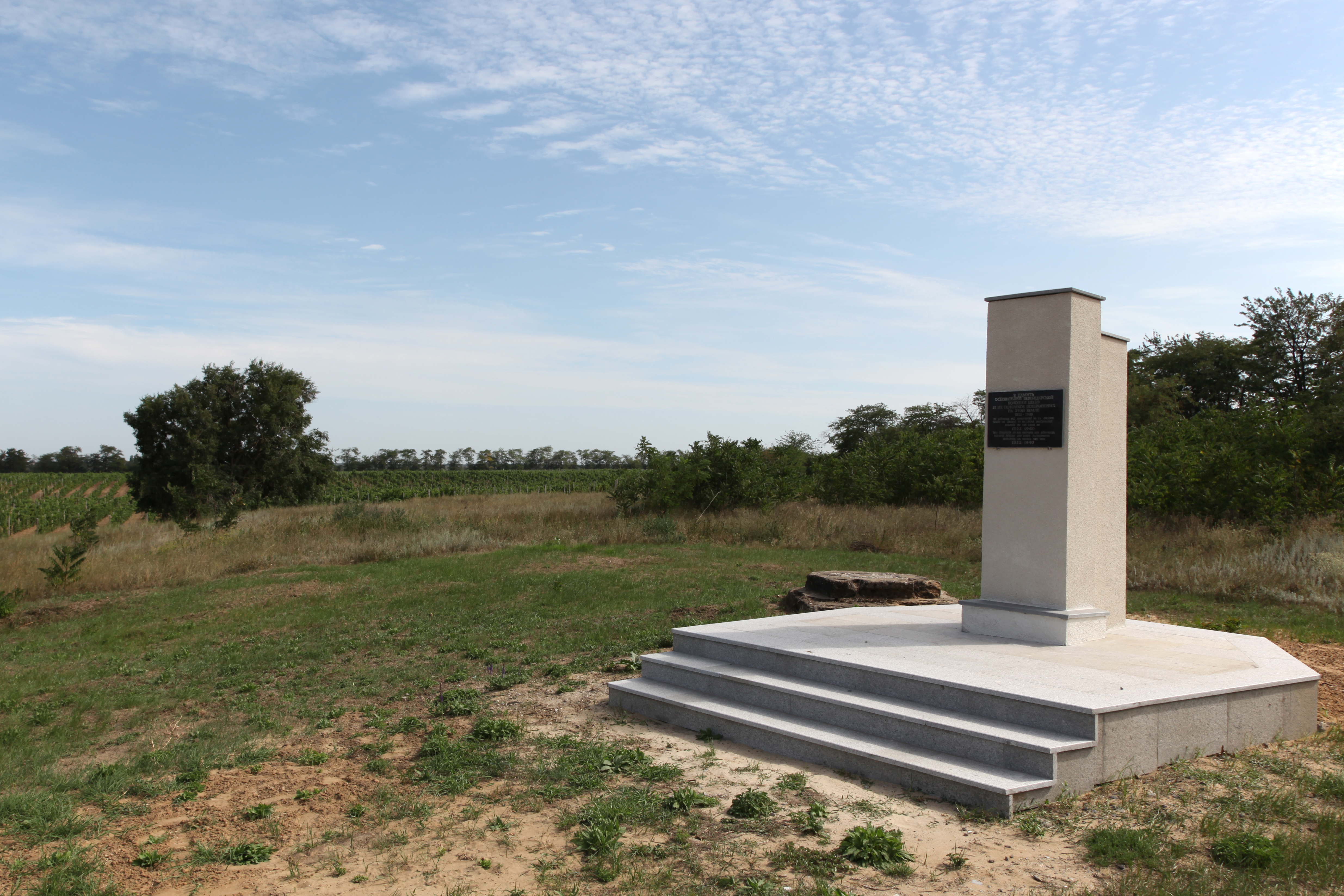
Viñedo suizo